# Kilianskapelle (Schweinfurt)

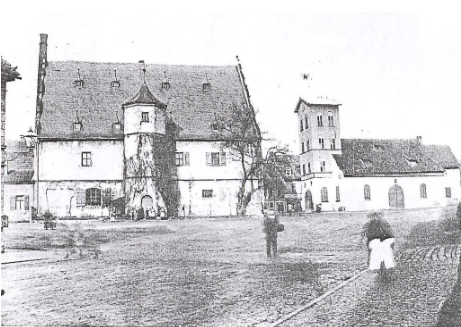
Rechts ehem. Kilianskapelle; auf dem Bild (vor 1907/08) als Feuerwehrgerätehaus genutzt, mit Schlauchturm. Links Zeughaus

Die Kilianskapelle ist eine spätmittelalterliche Kirchenwüstung mit umgebenden Friedhof in der Altstadt von Schweinfurt. Sie wird in der Stadtgeschichte auch als Kilianskirche II bezeichnet. Sie wurde 1391 fertiggestellt. Ab 1563 wurde sie als Gießhaus und ab 1852 als Feuerwehrgerätehaus genutzt. Schließlich wurde die Kapelle in den Neubau der Feuerwache Zeughaus integriert, die von 1908 bis 1952 bestand.

## Lage
Die Wüstung liegt in der westlichen Altstadt, unweit nördlich des Roßmarkts, am heutigen Zeughausplatz. Die Wüstung der Kapelle, mit noch erhaltenen Grundmauern, befindet sich etwa 10 m nordöstlich des Zeughauses, unter dem Pflaster des Platzes. Die Vorderfront der Kapelle wurde durch eine lange Sitzbankreihe gekennzeichnet.

## Geschichte

### Kapelle 1391–1562
Die Kilianskirche am Kiliansberg war nach dem iroschottischen Missionar Kilian benannt worden, der im 7. Jahrhundert nach Franken gekommen war. Sie war mit einem Friedhof umgeben und wurde 1387 im Zuge des Städtebundkriegs aus fortifikatorischen Gründen von den Bürgern der Reichsstadt Schweinfurt geschleift. 1389 wurde ein Ersatzbau für die abgebrochene Kilianskirche angeordnet. In nur zwei Jahren Bauzeit wurde die „Kilianskapelle auf dem Anger“ fertiggestellt. 1391 wurde der Rothenburger Bürger Rucker verpflichtet in der neuen Kapelle eine Messe zu stiften. Um die Kapelle wurde ein Friedhof angelegt (siehe hierzu auch: Altstadt (Schweinfurt), Zeughausplatz).
Der episkopal beanstandete Bau war ein starkes Symbol für die städtische Emanzipation von der Landesherrschaft, da der Würzburger Bischof hier keine Befugnisse mehr bei der Ordination und Einsetzung eines Pfarrers innehatte. Infolge der Reformation, der sich die Reichsstadt Schweinfurt 1542 anschloss, endete spätestens 1562 die kirchliche Nutzung der Kapelle.
Im Zuge der Umgestaltung des Zeughausplatzes wurden 2014 die Grundmauern der Kirchenwüstung und der Friedhof vorübergehend durch archäologische Ausgrabungen freigelegt.

### Gießhaus ab 1563
Als Profanbau diente die Kilianskapelle zunächst ab 1563 als Gießhaus der Stadt Schweinfurt (u. a. als Waffenschmiede). Hier wurde die Glocke für St. Johannis gegossen. Im Dreißigjährigen Krieg wurden in Nachbarschaft zum Waffenarsenal des Zeughauses Geschütze und Feuerwerk hergestellt.

### Diverse Nutzungen bis 1908
Die einstige Kapelle wurde später als Salpetersiederei, Mehlmagazin und Schmiede genutzt. Von 1852 bis 1908 wurde sie als Feuerwehrgerätehaus genutzt und es erfolgte der erste, größere Eingriff in das Gebäude. Am Westgiebel wurde ein Schlauchturm im klassizistischen Stil errichtet. Zur gleichen Zeit gab es ein weiteres Feuerwehrgerätehaus in der Halle des Alten Rathauses.

### Feuerwache 1908–1952
Da die Freiwillige Feuerwehr ein Wachlokal benötigte, wurde das ehemalige Gießhaus zur Hauptfeuerwache ausgebaut. Das Langhaus der einstigen Kapelle wurde nach Osten verlängert, der Schlauchturm erhöht und oben eine Wachstube mit Glockenstuhl aufgesetzt. Bereits nach halbjähriger Bauzeit wurde das Gebäude im März 1908 seiner Bestimmung übergeben. Ein 28 Meter langer Gang, in dem sich die Steigleitern befanden, teilte das Gebäude. Beiderseits waren die Fahrzeuge und Geräte hinter zehn Toren untergebracht. An der Vorderfront war links ein quadratischer Vorbau als Wachstube für bis zu 50 Personen errichtet worden. Der Schlauchturm hatte eine Höhe von 26 Metern. Die durch alliierte Luftangriffe beschädigte Feuerwache wurde wegen Baufälligkeit infolge einstürzender, unterirdischer Stollen 1952 aufgegeben und abgebrochen.

## Beschreibung der Kapelle
Die Kapelle wurde von der Westseite erschlossen und hatte im Osten einen eingezogenen Chor. Im Stadtplan von G. W. Kleinsträtl von 1647 (siehe untere, linke Abb.) wurde sie mit Turm auf der Nordseite dargestellt, der in allen nachfolgenden, bekannten Darstellungen nicht mehr zu sehen ist.
Der Friedhof (Kirchhof) umgab die Kapelle und lag auf einem von Nordwesten nach Südosten abfallenden Gelände, auf dem sich weiter westlich bis zum Zweiten Stadtverderben von 1554 (siehe: Schweinfurt, Frühe Neuzeit) das Areal der Rossmühle anschloss. An Stelle des Mühlenanwesens befindet sich das 1591 fertiggestellte Zeughaus. Auf frühen Fotoaufnahmen ist der kirchliche Ursprung des Bauwerks noch bis um 1900 gut sichtbar. Infolge der umfangreichen Umbauten und Erweiterungen von 1907/08 zur Feuerwache und Unterkellerungen der 1930er Jahre wurde, ist die einstige Kapelle nicht mehr erkennbar.
Die Wüstung wird vom Bayerischen Landesamt für Denkmalpflege nicht als Bodendenkmal aufgeführt (Stand 28. Oktober 2023).

Kilianskapelle im Wandel der Zeit
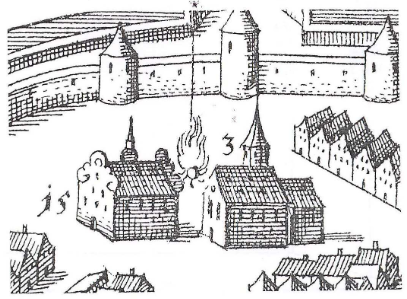
Ausschnitt Stadtplan von G. W. Kleinsträtl. Rechts Kilianskapelle (Nr. 3, erb. 1391) links Zeughaus (Nr. 15, erb. 1591). Während der schwedischen Belagerung 1647
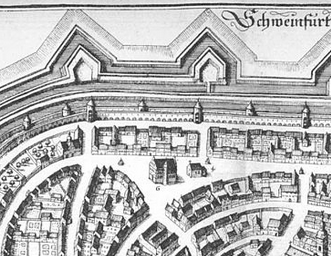
Ausschnitt Stadtplan von M. Merian. Rechts Kilianskapelle, (ab 1563 als Gießhaus genutzt) links Zeughaus. 1656
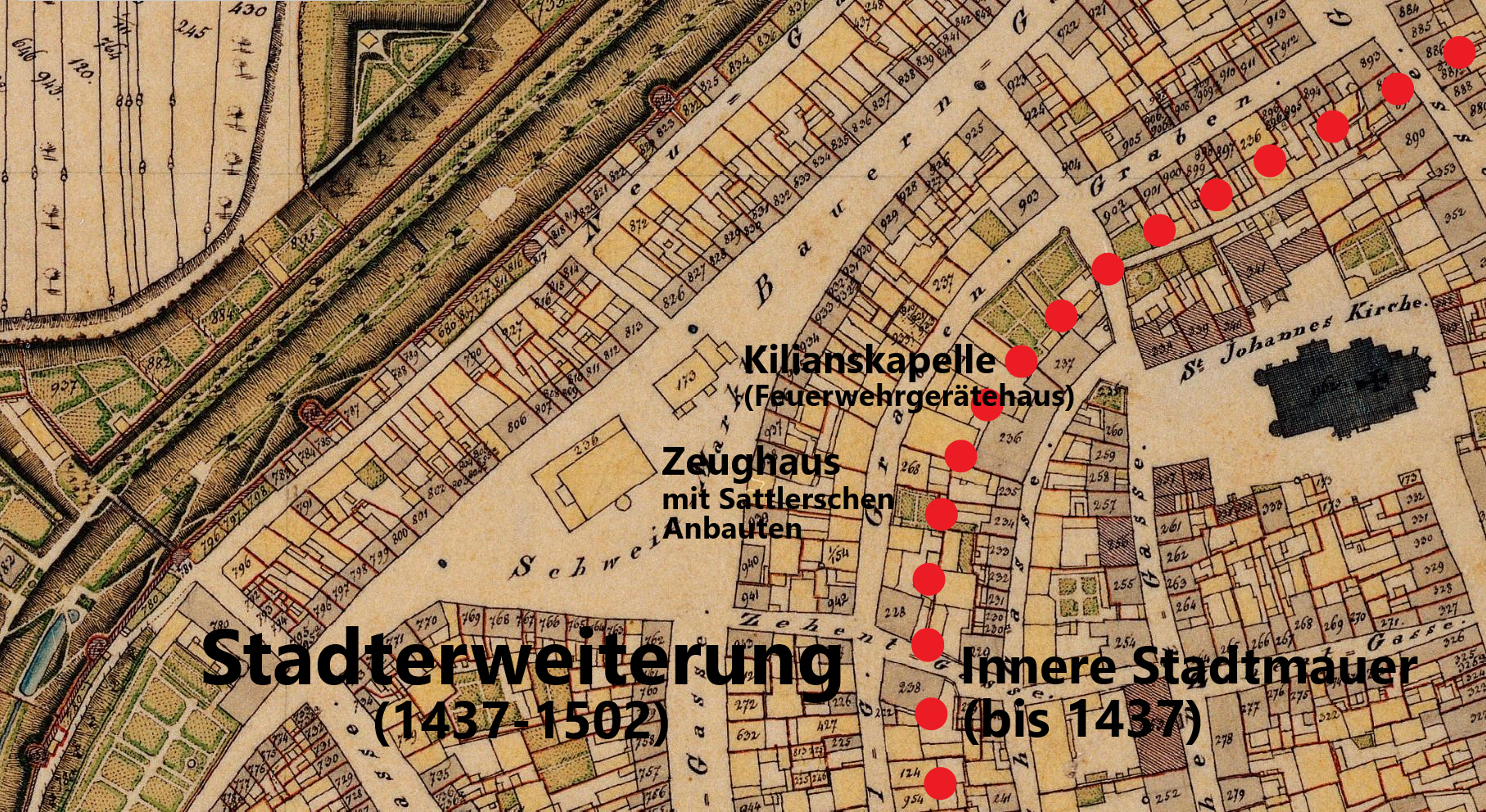
Bayerisches Urkataster 1808–1864. Zeughaus mit sog. Sattlerschen Anbauten (Nr. 236) und ehem. Kilianskapelle, seit 1852 Feuerwehrgerätehaus (Nr. 173). Um 1860
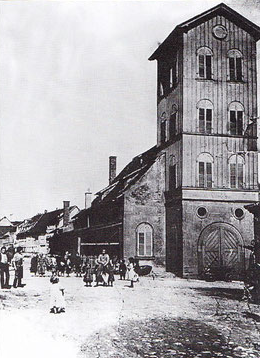
Kilianskapelle als Feuerwehrgerätehaus an dem am Westgiebel ein Schlauchturm errichtet wurde. 1907
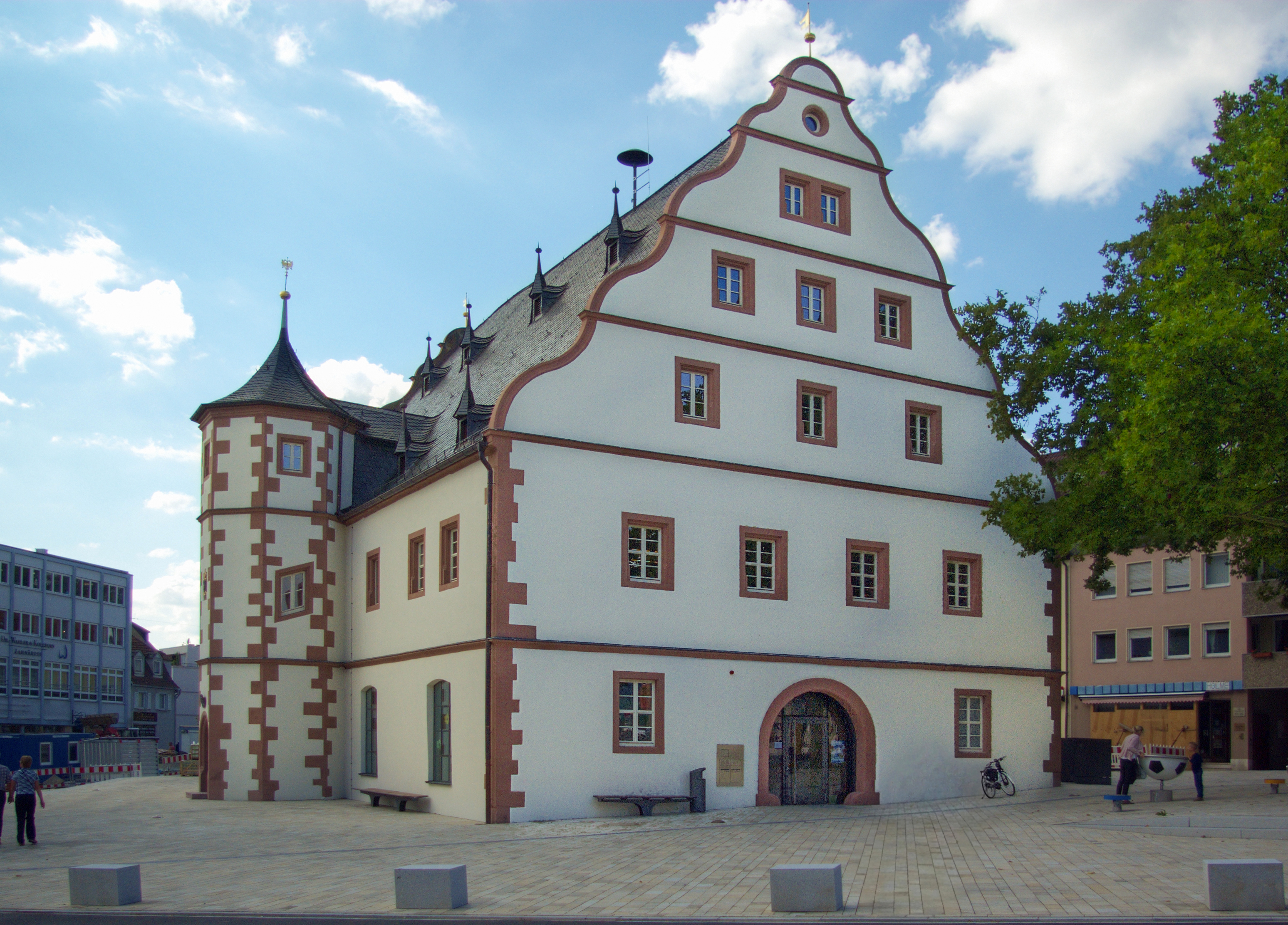
Zeughaus mit Ostgiebel. Rechts Areal der Kilianskapelle bzw. späteren Feuerwache, die 1952 abgebrochen wurde. Letzte Bauarbeiten zur Platzumgestaltung. 2015

- Ausschnitt Stadtplan von G. W. Kleinsträtl.
Rechts Kilianskapelle (Nr. 3, erb. 1391)
links Zeughaus (Nr. 15, erb. 1591).
Während der schwedischen Belagerung
1647
- Ausschnitt Stadtplan von M. Merian.
Rechts Kilianskapelle,
(ab 1563 als Gießhaus genutzt)
links Zeughaus.
1656
- Bayerisches Urkataster 1808–1864.
Zeughaus mit sog. Sattlerschen Anbauten (Nr. 236)
und ehem. Kilianskapelle,
seit 1852 Feuerwehrgerätehaus (Nr. 173).
Um 1860
- Kilianskapelle
als Feuerwehrgerätehaus
an dem am Westgiebel ein Schlauchturm errichtet wurde.
1907
- Zeughaus mit Ostgiebel.
Rechts Areal der Kilianskapelle bzw. späteren Feuerwache, die 1952 abgebrochen wurde.
Letzte Bauarbeiten zur Platzumgestaltung.
2015